# Saint-Germain-la-Ville
Saint-Germain-la-Ville település Franciaországban, Marne megyében. Lakosainak száma 669 fő (2022. január 1.). Saint-Germain-la-Ville Chepy, Mairy-sur-Marne, Marson és Vésigneul-sur-Marne községekkel határos.

## Népesség
A település népessége az elmúlt években az alábbi módon változott:
| Lakosok száma | 319  | 518  | 554  | 564  | 642  | 666  | 671  | 681  | 683  | 669  |
|               | 1968 | 1982 | 1990 | 2006 | 2013 | 2015 | 2017 | 2019 | 2020 | 2022 |